# 三柱门
在板球运动中，三柱门（wicket）可以有多种独特的含义。

## 三柱门含义

### 柱门

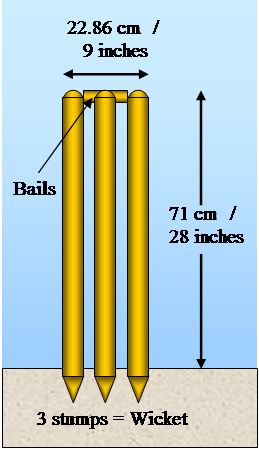
一个三柱门包含三个门柱——由锤子击入地面的直立木桩，木桩顶部搭有两根木质横挡，即所谓横木（bail）

首先，三柱门是位于方球场两端的两套三根木柱和两根横木组合之一。为防止球击中三柱门，三柱门由击球手使用球板保护。三柱门的尺寸略图参见板球规则的附录一。
三柱门最早是利用了wicket的标准定义——小门。而在历史上，三柱门的确曾象门一样，只有两个门柱和一根横木。

### 击球手出局
三柱门可以指击球手出局这种情况。可以说击球手失去了他的三柱门。如果因投球手而出局，则可以说投球手取得了他的三柱门。取得三柱门的多少是衡量投球手能力的主要方面。
对击球手来说，被击杀、截杀、持球撞柱或误击三柱门而出局，應是因為他的三柱門被放倒。如同板球规则第38条所规定。三柱门被放倒是指一根横木完全从门柱之上或一个门柱从地上，被球、击球员的球板、击球员自身（或由其自身分离而出的衣物或球具的任何部分）、防守队员（使用其手或手臂）在该手或手臂持有球的情况下，移开或击起。门柱被防守队员以相同的方式拔出同样是三柱门被放倒。
如果仅有一根横木，则移去此横木或从地面击起或拔出三根门柱中的任意一根都可算作放倒三柱门。如果以截杀方式使击球手出局，在需要的情况下防守队员可以重搭三柱门。
如果裁判同意省去横木，比如因为风太大而横木不容易搭在门柱上的情况，如何算作三柱门被放倒则需要裁判考虑判定。在决定不使用横木之后，三柱门被放倒的情况应满足裁判对三柱门被球、击球员的球板、击球员自身，或由其自身分离而出的上述任何部分、使用其手或手臂的防守队员在该手或手臂持有球的情况下，击中或击起的判定。

### 搭档
两位击球手作为搭档在场上击球的时间次序，可以按照排号的三柱门来和同一局中其它搭档以示区分，如：
- 第一对三柱门搭档是从此局开始至第一位击球手出局。
- 第二对三柱门搭档是从第一位击球手出局开始至第二位击球手出局。
- 第十对或最后一对三柱门搭档是从第九位击球手出局开始至第十位击球手出局。

### 获胜成绩
某队可以以n个三柱门的成绩获胜。即此队最后击球，并且在达到获胜目标比分的时候仍有n个击球手尚未出局。每队十名击球手出局，则此队的击球局结束，所以，如果某队在获得取胜所需的得分跑数目之后只有三名击球手出局，则可以说他们以7个三柱门的成绩获胜。

### 方球场
三柱门一词在某些情况下也可以指板球方球场（球道）本身。虽然根据板球规则，这种用法并不正确，但对于板球爱好者来说则相当普遍。这种用法可能源于早期板球场外场是由牧羊啃食来保持草坪平整，而方球场则需要特殊预备，所以用轻柳条制的围栏保护起来。由于多数正规场地附近就有当地球板制造商，那些用于制造球板的柳木所砍下的树枝边角很有可能就成了这种围栏的原材料。
Sticky wicket一词则是指因为雨后方球场变潮，反弹后的球路很难预测，从而使保护门柱的任务变得很难。

### 方球场一端
三柱门也可以指围绕门柱的一定区域，特指击球手区域线之后的安全区。因此三柱门在“击球手于三柱门之间得分跑”中的用法，就并不意味着他们在得分跑开始或结束时紧挨着门柱。